# أوكناوات
الأوكناوات (الاسم العلمي:Ochnoideae) هي أسرة من النباتات تتبع الفصيلة الأوكنية من رتبة الملبيغيات.

## قبائل الأوكناوات
- الأوكناوية
  - الأوكنة